# Cichonóżka zebrowata
Cichonóżka zebrowata, ptasznik zebrowaty (Aphonopelma seemanni) – gatunek pająka z rodziny ptasznikowatych (Theraphosidae), zamieszkującego Amerykę Centralną. Nie znajduje się na liście CITES.

## Taksonomia
Gatunek nazwany został na cześć niemieckiego botanika: Bertholda Carla Seemanna. Gatunek po raz pierwszy opisał Frederick Octavius Pickard-Cambridge w 1897 roku. Umieścił go on w rodzaju Eurypelma oraz nadał nazwę gatunkową seemanni. Cztery lata później R.I Pocock przypisał ten gatunek do rodzaju Aphonopelma. Inni autorzy opisywali A. seemanni pod nazwami: Eurypelma latens, Rhechostica seemanni oraz Aphonopelma latens.

## Areał występowania, środowisko i tryb życia
A. seemanni występuje w Salwadorze, Hondurasie, Nikaragui, a także Kostaryce. Siedliskiem życia ptasznika zebrowatego są suche i wilgotne lasy tropikalne oraz trawiaste stepy. Żyje w wykopanej przez siebie norze (zazwyczaj wilgotnej), zwykle znajdującej się pod skałą lub powaloną kłodą. Gatunek naziemny. Ptasznik aktywny w nocy, żywiący się owadami, sporadycznie także małymi jaszczurkami i gryzoniami oraz innymi ptasznikami.
Samica po 4-10 tygodniach od kopulacji składa kokon, zawierający zwykle do 400 jaj. Kiedy młode przejdą drugą wylinkę, samica rozrywa kokon. Młode osobniki ciągną za sobą nić, aby – w razie zagrożenia – wrócić do kokonu bądź wspiąć się na samicę.

## Opis
Dorosła samica dorasta do około 8 cm długości ciała, samiec do ok. 6 cm.
Masa: 25-40 g
Dorosły ptasznik ma czarne/brunatne lub brązowe ubarwienie. Charakterystyczną cechą tego gatunku są białe pasy na odnóżach (stąd polska nazwa: ptasznik zebrowaty). U samców pasy te są słabiej zaznaczone. Dorosłe osobniki mogą się od siebie różnić intensywnością barw, np. samiec ma połyskujący na granatowo karapaks. Spód rudy, owłosiony włoskami o tej samej barwie. 
Samica dożywa 20 lat, samiec umiera po około 5 latach (2 lata po osiągnięciu dojrzałości płciowej). Proces dojrzewania jest bardzo długi.

## Temperament i jad
Gatunek na ogół spokojny, choć sprowokowany może pokazać pazury jadowe bądź wyczesać drażniące włoski parzące.

## W kulturze
Ptasznik zebrowaty wystąpił w filmie z 1990 roku pt. Kevin sam w domu.